# Xã Towanda, Quận McLean, Illinois
Xã Towanda (tiếng Anh: Towanda Township) là một xã thuộc quận McLean, tiểu bang Illinois, Hoa Kỳ. Năm 2010, dân số của xã này là 1.296 người.